# Sascha Jusufi
Sascha Jusufi (Belgrado, 20 gennaio 1963) è un ex calciatore tedesco con cittadinanza serba, di ruolo centrocampista.

## Biografia
È il figlio di Fahrudin Jusufi, anch'egli calciatore.

## Palmarès

### Club

#### Competizioni nazionali
- Coppa di Germania: 1

Amburgo: 1986-1987